# Bersbo
Bersbo är ett litet samhälle i Åtvidabergs kommun, uppbyggt kring  Bersbo koppargruvor. 
De hus som idag finns i Bersbo byggdes för gruvarbetarna och deras familjer. Här fanns till 2007 också Bersbo metallgjuteri, i samhället bor ett tiotal invånare.
Än idag finns det minnen av kopparbruket, bland annat Storlaven (Storgruvan).